# Чемпионат мира по тогуз коргоолу
Чемпионат мира по тогыз кумалаку — международное соревнование, проводимое
с целью определить сильнейших игроков в личном и командном зачёте по игре в  тогыз кумалак.

## Дисциплины
Разыгрывается 8 комплектов медалей и подводится общий командный зачёт:
- блиц (мужчины)
- блиц (женщины)
- рапид (мужчины)
- рапид (женщины)
- классика (мужчины)
- классика (женщины)
- среди юниоров
- среди компьютерных программ

## Чемпионаты мира
Проведено три чемпионата мира.
| Год  | Дата         | Место проведения |
| ---- | ------------ | ---------------- |
| 2010 | 1 — 6 ноября | Астана           |
| 2012 | июня         | Пардубице        |
| 2014 | 11 - 16 июля | Пардубице        |

## Победители и призёры

### Мужчины

#### Блиц
| Год  | Золото             | Серебро            | Бронза            |
| ---- | ------------------ | ------------------ | ----------------- |
| 2010 | Галымжан Темирбаев |                    |                   |
| 2012 | Айдос Сейтжан      | Хакимжан Елеусинов | Кубан Сазаев      |
| 2014 | Жанат Каймулдин    | Аскар Сазамбаев    | Анарбек Джамакеев |

#### Рапид
| Год  | Золото          | Серебро       | Бронза               |
| ---- | --------------- | ------------- | -------------------- |
| 2012 | Актаев Серик    | Айдос Сейтжан | Максат Шотаев        |
| 2014 | Жанат Каймулдин | Нурбек Кабиев | Мирлан Кудайбергенов |

#### Классика
| Год  | Золото             | Серебро           | Бронза               |
| ---- | ------------------ | ----------------- | -------------------- |
| 2010 | Галымжан Темирбаев | Айдос Сейтжанов   | Батырхан Абилбеков   |
| 2012 | Хакимжан Елеусинов | Сайлан Матылов    | Мирлан Кудайбергенов |
| 2014 | Нурбек Кабиев      | Анарбек Джамакеев | Жанат Каймулдин      |

### Женщины

#### Блиц
| Год  | Золото        | Серебро           | Бронза                 |
| ---- | ------------- | ----------------- | ---------------------- |
| 2010 | Асель Далиева |                   |                        |
| 2012 | Асель Далиева | Фарида Ауеспаева  | Эльмира Кудайбергенова |
| 2014 | Асель Далиева | Айнур Байзекенова | Диана Кенина           |

#### Рапид
| Год  | Золото       | Серебро          | Бронза            |
| ---- | ------------ | ---------------- | ----------------- |
| 2012 | Диана Кенина | Фарида Ауеспаева | Гульжан Магауова  |
| 2014 | Диана Кенина | Асель Далиева    | Айнур Байзекенова |

#### Классика
| Год  | Золото        | Серебро      | Бронза               |
| ---- | ------------- | ------------ | -------------------- |
| 2010 | Асель Далиева | Диана Кенина | Салтанат Сапарбекова |
| 2012 | Асель Далиева | Диана Кенина | Гульжамал Сарыкеева  |
| 2014 | Асель Далиева | Диана Кенина | Айнур Байзекенова    |

### Юниоры
| Год  | Золото    | Серебро | Бронза |
| ---- | --------- | ------- | ------ |
| 2014 | Талантбек | Ондрей  | Якуб   |

### Компьютеры
| Год  | Золото    | Серебро    | Бронза |
| ---- | --------- | ---------- | ------ |
| 2014 | Казахстан | Кыргызстан | Чехия  |

## Распределение наград
- Тогызкумалак — игра для всех (недоступная ссылка)
- Асель стала чемпионкой мира
- Асель — чемпионка мира!
- В Чехии прошел чемпионат мира по тогуз кумалаку